# Basilica Noniana

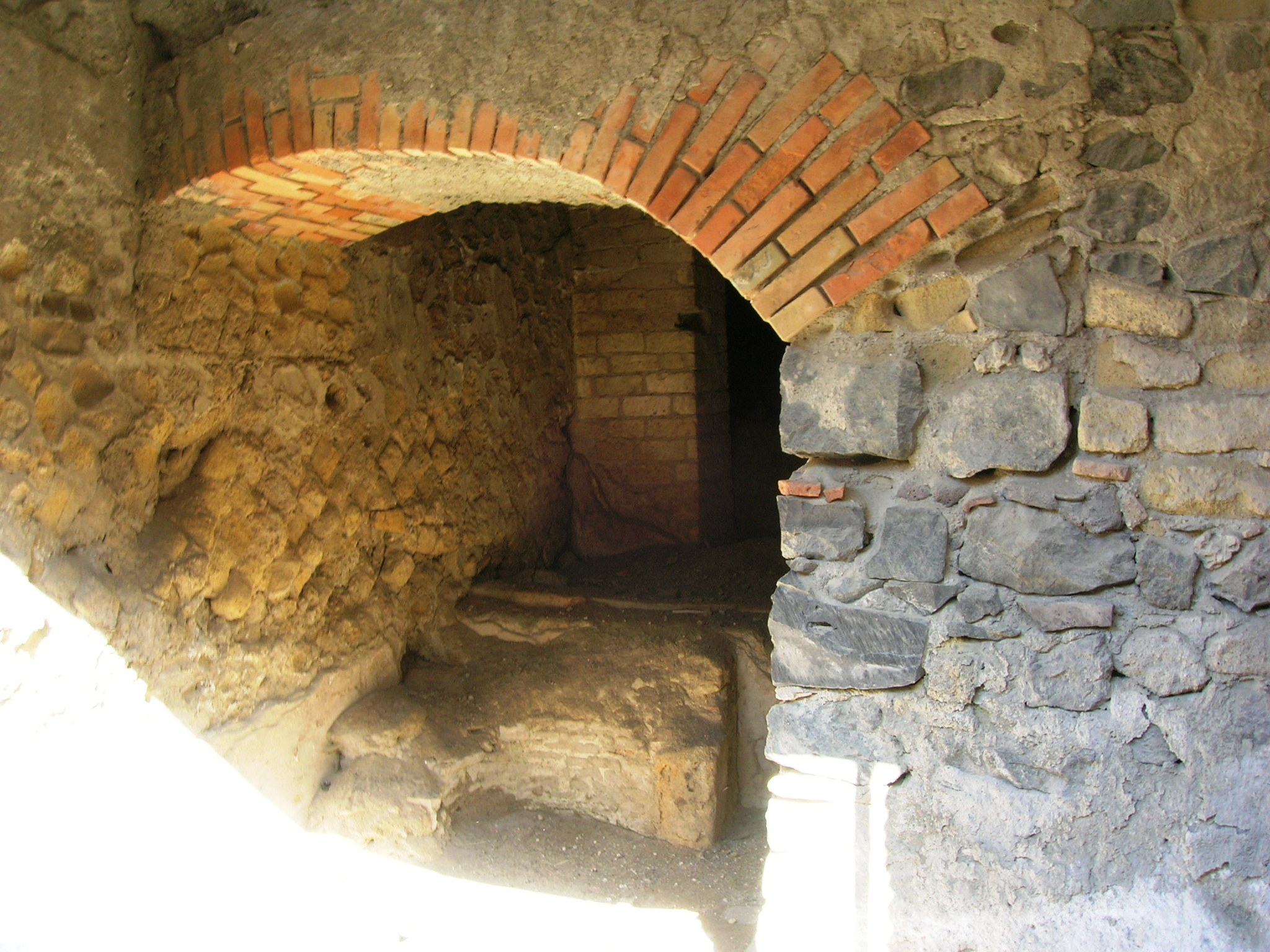
Cunicolo utilizzato per le esplorazioni della Basilica Noniana in epoca borbonica

La Basilica Noniana è un edificio pubblico di epoca romana, sepolto durante l'eruzione del Vesuvio del 79 e ritrovato a seguito degli scavi archeologici dell'antica Ercolano: esplorato tramite cunicoli, è ancora quasi interamente da riportare alla luce.

## Storia e descrizione
La Basilica Noniana fu edificata durante l'età augustea per volere di Marco Nonio Balbo, come indicato su di una tavoletta cerata ritrovata al suo interno, datata 61: danneggiata dal terremoto di Pompei del 62, l'intera struttura fu soggetta ad un totale restauro. Venne ricoperta da un coltre di fango a seguito delle colate piroclastiche durante l'eruzione del Vesuvio del 79 e fu riscoperta casualmente durante le indagini archeologiche promosse dalla dinastia borboniche, nel XVIII secolo, mentre Roque Joaquín de Alcubierre era intento a scavare un tunnel: le esplorazioni vennero effettuate tramite cunicoli e solo una piccola parte venne riportata alla luce, negli anni sessanta del XX secolo. A partire dal 2003, per volere della fondazione Herculaneum Conservation Project, il costone sotto la quale sorge la Basilica ed i tunnel borbonici sono stati messi in sicurezza, permettendone un maggiore studio e nuovi ritrovamenti.

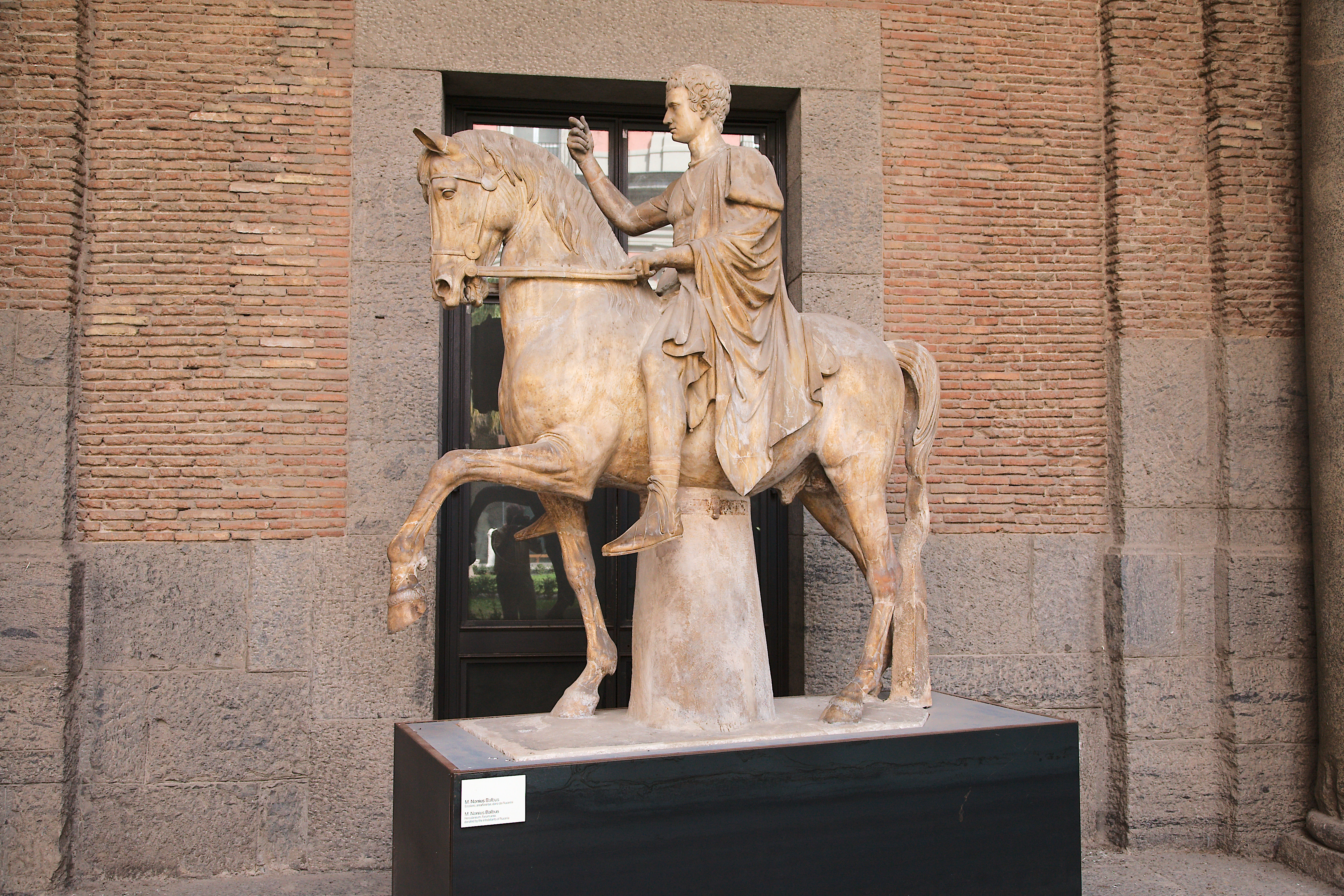
La statua equestre di Marco Nonio Balbo

La Basilica Noniana si apre lungo il cardo III, nei pressi del Collegio degli Augustali: non si conosce del tutto la sua reale struttura, in quanto dalle due mappe pervenute che ne riportano la pianta, una redatta da Pierre Bardet e un'altra da Cochin & Bellicard, risultano essere discordanti tra di loro; tuttavia si è a conoscenza che ha una forma rettangolare, è lunga ventinove metri e larga sedici, l'ingresso principale è posto lungo il lato settentrionale, e lungo quello meridionale è a forma di esedra, mentre non si conosce se internamente è divisa in navate: l'unica zona riportata alla luce è il muro perimetrale lungo il cardo III a cui appartiene anche una piccola stanza, posta lungo il lato sud ed una apertura, utilizzati come ingressi secondari, mentre i cunicoli interni percorrono il lato nord, quello est e solo parte dell'esedra. All'ingresso principale erano poste due statue equestri di cui una raffigurante Marco Nonio Balbo, oggi conservata al museo archeologico nazionale di Napoli ed una di suo figlio. Internamente, lungo i muri perimetrali, sono presenti una serie di semicolonne in doppio ordine: queste sono realizzate in mattoni e tufo e decorate con stucchi e scanalature e, quelle della parte inferiore, presentano un capitello in ordine ionico, mentre, quelle della parte superiore, un capitello in ordine corinzio. Nella zona del fregio, tra i due ordini di colonne, erano degli affreschi in quarto stile, risalenti al periodo dopo il restauro, raffiguranti le fatiche di Ercole, i cui frammenti rinvenuti si sono staccati a seguito dell'eruzione; le pareti inoltre presentano pannelli affrescati in rosso, giallo e nero. All'interno della struttura altre statue sono state ritrovate, molte delle quali appartenenti alla famiglia di Nonio Balbo, ed una testa in marmo di una statua, probabilmente raffigurante un'Amazzone, caratteristica in quanto conserva ancora, sui capelli e sugli occhi, la colorazione: si tratta di una delle poche statue di epoca romana recuperata ancora colorata, permettendo agli studiosi di capire che venivano utilizzati colori dalla tonalità pastello e non forti come si supponeva in un primo momento.